# Kotra (rzeka)
Kotra (lit. Katra, biał. Котра, ros. Котра) – rzeka przepływająca przez Białoruś i Litwę. 
W okresie międzywojennym Kotra była rzeką wypływającą z jeziora Pielesa, która po około kilometrze od wypływu z tego jeziora ulegała bifurkacji – rozdzielała się na dwie rzeki: Kotrę płynącą na południowy zachód i wpadającą do Niemna oraz Dubowkę, która po kilku kilometrach zmieniała nazwę na Uła, płynącą na północny zachód i wpadającą do Mereczanki. Obecnie po skanalizowaniu tego obszaru jezioro Pielesa przestało istnieć, a rzeka Kotra bierze swój początek 6 km na zachód od pierwotnego źródła, na terenie niewielkiego bagna. Z tego bagna na wschód płynie niewielki ciek zwany po litewsku Katra i wpadający do rzeki Uła (lit. Ūla), na zachód zaś płynie właściwa rzeka Kotra (lit. Katra). Kotra przez ok. 24 km stanowi granicę białorusko-litewską, a następnie przez ok. 85 km płynie przez terytorium Białorusi.